# Golfo di Chiuni
Il golfo di Chiuni (in corso golfu di Chjuni) è un golfo del mar Mediterraneo situato lungo la costa occidentale della Corsica.

## Descrizione
Il golfo di Chiuni si trova sul litorale occidentale dell'isola, tra Punta di Orchinu a nord e Punta di Omigna a sud, entrambi nel comune di Cargese. In fondo al golfo si trova la foce del piccolo fiume costiero Chiuni da cui il golfo prende il nome, a nord dell'omonima spiaggia. 
Il golfo, esposto ai venti prevalenti da ovest e da sud-ovest, non offre alcun riparo portuale. 